# Нохо
Нохо (англ. NoHo) — исторический район в Нижнем Манхэттене, ограниченный Хаустон-стрит на юге, 3-й авеню и Бауэри на востоке, 9-й улицей на севере и Мерсер-стрит на западе. Район расположен между кварталами Ист- и Гринвич-Виллидж. Нохо находится под юрисдикцией 2-го общественного совета Манхэттена.
Название района образовано первыми буквами от словосочетания «North of Houston» (к северу от Хаустон-стрит) и перекликается с именами других старинных районов: Сохо, Нолита и т. д.

## История
До XIX века на территории квартала находился ботанический сад. В 1803 году его выкупил магнат Джон Джекоб Астор. Застроенный на его месте район получил название Астор-плейс (англ. Astor Place). К 1820 году он стал престижным кварталом. В 1830-х годах в Астор-плейсе проживали такие видные горожане, как мэр Нью-Йорка в 1826—1827 годах Филип Хоун, активистка и поэтесса Джулия Уорд Хоув и политик Джеймс Рузвельт, прадед Франклина Рузвельта. В те же годы квартал начал застраиваться церквями, школами и библиотеками. В 1850-е годы в районе начали активно развиваться предприятия розничной торговли. Также с того времени вплоть до 1890-х годов квартал активно застраивался чугунными домами. В начале XX века из-за активной застройки северных районов Манхэттена недорогими многоквартирными домами квартал испытал жилищный кризис: стоимость аренды снизилась на 25—50 %. Глубокий кризис район испытал и во время Великой депрессии. После Второй мировой войны множество производств переехало из квартала в пригороды Нью-Йорка. Если в 1950 году в Нохо насчитывалось порядка 300 производств, к 1980 году их оставалось уже около 80. Проводимая с 1970-х годов джентрификация, в ходе которой производственные помещения переоборудовались под лофты, привлекла в квартал множество современных художников, среди которых Фрэнк Стелла, Роберт Раушенберг, Роберт Мэпплторп и Чак Клоуз. С того же времени район начал называться Нохо. В 1999 году части квартала был предоставлен статус исторического района. В 2008 году его границы были расширены.

## Население
По данным на 2009 год, численность населения квартала составляла 31 509 жителей. Средняя плотность населения составляла около 28 600 чел./км², превышая среднюю плотность населения по Нью-Йорку почти в 3 раза. В расовом соотношении более 3⁄4 жителей составляли белые. Средний доход на домашнее хозяйство был почти в 2 раза выше среднего показателя по городу: $96 237.

## Общественный транспорт
Нохо обслуживается пересадочным узлом Бродвей – Лафайетт-стрит / Бликер-стрит линий IND Sixth Avenue Line и IRT Lexington Avenue Line, станцией Астор-Плейс линии IRT Lexington Avenue Line и станцией Восьмая улица – Нью-Йоркский университет линии BMT Broadway Line.
По состоянию на январь 2013 года в Нохо действовали автобусные маршруты M1, M2, M3, M5, M8 и M21.